# Yamato-Aogaki-Quasi-Nationalpark
Der Yamato-Aogaki-Quasi-Nationalpark (japanisch 大和青垣国定公園 Yamato Aogaki Kokutei Kōen) ist einer von über 50 Quasi-Nationalparks in Japan. Er ist 57,42 km² groß und befindet sich im östlichen Teil des Yamato- bzw. des Nara-Beckens im Norden der Präfektur Nara. Die Präfektur Nara ist für die Verwaltung des am 28. Dezember 1970 gegründeten Parks zuständig. Mit der IUCN-Kategorie V ist das Parkgebiet als Geschützte Landschaft/Geschütztes Marines Gebiet klassifiziert. Im Park befinden sich verschiedene Tempel wie etwa der Isonokami-jingū, der Hase-dera und der Byakugō-ji.